# J・E・B・スチュアート
ジェイムズ・イーウェル・ブラウン・スチュアート、通常はJ・E・B（ジェブ）・スチュアート（英:James Ewell Brown Stuart、1833年2月6日-1864年5月12日）は、アメリカ合衆国バージニア州出身の軍人であり、南北戦争では南軍の将軍だった。友人からはジェブと呼ばれた。

## 概要
スチュアートは、その偵察の専門的技能と攻撃的作戦の支援を行う騎兵の活用で知られた騎兵指揮官だった。騎兵のイメージ（赤線のある灰色のケープ、黄色の帯、左右のつばを曲げクジャクの羽をつけた帽子、折り襟の赤い花、しばしば運動用のコロン水）を作り上げ、その真面目な仕事ぶりはロバート・E・リー軍の目となり耳となって南部の士気を高めた。
スチュアートは、大胆な騎兵士官として評判を勝ち取り、2度（半島方面作戦とメリーランド方面作戦）にわたって北軍のポトマック軍を翻弄し、自身に名声をもたらしたし、北部の者には当惑を与えた。疑いもなく最も有名な方面作戦となったゲティスバーグでは、スチュアートの部隊が長時間リー軍から離れていたために、リーは北軍の動きを感知できず、ゲティスバーグの戦いでのリーの敗北に繋がった。歴史家達はこのことがスチュアートの失態によるのか、不運とリーのはっきりしない命令によるのか、決めかねてきた。ゲティスバーグ方面作戦は、この戦争の中でも最も重要な2つの騎兵同士の戦闘、ブランディステーションとゲティスバーグの3日目の戦闘で、スチュアートがしくじったものでもあった。
1864年のオーバーランド方面作戦では、北軍フィリップ・シェリダン少将の騎兵隊がスチュアート隊に攻勢を掛けて破り、イェロータバンの戦いでスチュアートは戦死した。

## 生い立ち
スチュアートはバージニア州のノースカロライナ州との州境近く、パトリック郡のプランテーション、ローレルヒル農園で生まれた。11人兄弟の8番目であり、男は5人だったが幼児期を生き延びた中では最年長だった。
曾祖父のアレクサンダー・スチュアート少佐はアメリカ独立戦争中のギルフォード郡庁舎の戦いで1個連隊を率いた。父のアーチボルド・スチュアートは米英戦争の古参兵であり、政治家、および弁護士で、バージニア議会の両院でパトリック郡選出の議員となり、アメリカ合衆国下院議員も1期務めた。アーチボルドは内務長官を務めたアレクサンダー・ヒュー・ホームズ・スチュアートとは従兄弟だった。母のエリザベス・レッチャー・パニル・スチュアートは敬虔な宗教心と事業感覚のある女性として知られ、家族の農園を経営した。6人の姉妹の一人はコロンビア・ラファイエット・スチュアート・ヘアストンだった。

### 教育
スチュアートは14歳の時まで母と家庭教師によって家庭内で教育を受け、その後ホワイトビルの学校に入学した。1848年から1850年まではエモリー・アンド・ヘンリー大学に通った。1850年にニューヨーク州ウェストポイントの陸軍士官学校に入った。10台の頃はハンサムではなかったが、級友はスチュアートのことを渾名のビューティで呼んだ。これは級友がその言葉の正反対の意味でその容姿を表現したものだった。ロバート・E・リーが1852年から士官学校の校長となり、スチュアートはリー家とも親しくなって、度々社交的な付き合いもした。リーの甥であるフィッツヒュー・リーも1852年に士官学校に入学した。スチュアートにとっての最終学年では、士官候補生の階級で第2大尉を得たことに加え、騎手としての技術を見込まれて名誉ある「騎兵士官」に指名された8人のうちの1人にもなった。スチュアートは1854年に、同期46名中13番で卒業した。騎馬技術では同期の中で10番目だった。士官学校では土木工学の授業を楽しみ、数学も得意だったが、製図の腕がまずかったのでその学習が妨げられ、この科目に関しては29番目で終わった。

## アメリカ陸軍
スチュアートは名誉少尉に任官され、テキサス州でアメリカ騎兵ライフル連隊に配属された。
間もなく、カンザス準州のレブンワース砦で新しく結成されたアメリカ第1騎兵連隊に転任し、連隊の補給係将校となり、1855年に中尉に昇進した。
1855年にはまた、第2アメリカ・ドラグーン連隊の指揮官、フィリップ・セントジョージ・クック中佐の娘、フローラ・クックと出逢った。彼らは出会いから2ヶ月足らずの9月に婚約した。スチュアートはその急速な交際についてラテン語で「来た、見た、勝った」（Veni, Vidi, Victus sum）とユーモアを交えて書いた。賑やかな結婚式がカンザスのリリー砦で計画されていたが、9月20日にスチュアートの父が死に、計画が変更されて、11月14日の結婚式は小さく、家族の立会に限られたものになった。
スチュアートの指導者としての能力は間もなく認められた。インディアンとの紛争や「血を流すカンザス」で経験を積んだ。1857年7月には辺境で先住民族と戦っているときに負傷した。1859年、ロバート・E・リー大佐に宛てた命令書を携えて、ハーパーズ・フェリーに行き、そこのアメリカ軍武器庫を襲撃したジョン・ブラウンの殲滅命令を伝えた。武器庫を包囲しているときに、スチュアートは志願してリーの副官となり、最終攻撃の前にブラウンに対する最終通告を読み上げた。
1861年4月22日に大尉に昇進したが、5月14日、バージニア州のアメリカ合衆国からの脱退の後で南軍に加わるためにアメリカ陸軍を除隊した。近付きつつあった戦争の中で、義父のクック大佐がアメリカ陸軍に留まることを知ったスチュアートは、義兄（後の南軍准将ジョン・ロジャース・クック）に宛てて、「かれは一度ならず後悔するだろう。さらに後悔し続けるだろう」と書いた。

## 南軍

### 初期の活動
スチュアートは1861年5月10日に南軍のバージニア歩兵連隊中佐に任官された。ハーパーズ・フェリーでストーンウォール・ジャクソン大佐のもとに出頭すると、ジャクソンはスチュアートの歩兵隊付き任務を無視して、7月4日付けでシェナンドー軍の全騎兵隊の指揮を任せた。7月16日には大佐に昇進した。シェナンドー渓谷での初期活動の後、第一次ブルランの戦いでその連隊を率い、敗走する北軍の追撃に参加した。続いてポトマック川上流の前進基地を支配し、当時はポトマック軍、後の1862年3月には北バージニア軍と呼ばれた軍隊の騎兵旅団の指揮を任された。9月24日に准将に昇進した。
スチュアートは敵軍の後方で大胆な威力偵察を行うという一般の評判を得た。半島方面作戦とその後のアンティータムの戦いで2度までも、ジョージ・マクレラン少将の軍隊を擦り抜けた。これらの快挙自体は軍事的な意味を持たなかったが、南部の士気を高めることになった。
北バージニア方面作戦の初期にあたる1862年7月25日、スチュアートは少将に昇進し、その部隊は騎兵師団に格上げされた。8月の襲撃中に危うく捕まりそうになり、追撃してきた北軍に彼の誂えである羽飾り付きの帽子とマントを取られたが、翌日のカトレットステーションの襲撃では、北軍の指揮官ジョン・ポープ少将の作戦本部を占領して、ポープの制服一揃いを手に入れただけでなく、命令書まで抑え、リーに多くの貴重な情報を与えることになった。1862年の暮れ、ラッパハノック川の北を襲い、自隊は27名を失っただけで、敵には230名の損失を与えた。
12月、フレデリックスバーグの戦いで、スチュアートとその騎兵隊は、特に目立ったのがジョン・ペルハム少佐の騎兵砲兵隊だったが、ハミルトン・クロッシングでストーンウォール・ジャクソン中将軍の側面を守った。この戦闘の前に、スチュアートはジャクソンに仕立ての良い、金の縁飾りのついた南軍の上着を贈り、それでジャクソンがより将軍らしく見えるものと考えた。
1863年5月、チャンセラーズヴィルの戦いで、ジャクソンが致命傷を負った後の数日間、スチュアートはリーから第2軍団の指揮を執るように指名され、騎兵同様に歩兵の指揮をうまくこなした。ジャクソンが死んだ時、スチュアートがジャクソンに渡した灰色の上着は血で汚れ切断術の時に破れていたので、古い青の軍服に着替えさせていた。

### ゲティスバーグ方面作戦
ゲティスバーグ方面作戦では騎兵に戻ったスチュアートがその経歴の中での2つの汚点を残すことになった。この戦争でも最大の騎兵同士の戦闘となった1863年6月9日のブランディ・ステーションの戦いで南部の騎兵を率いた。戦闘は引き分けに終わり南軍はその陣地を確保した。しかし、急襲を受けて犠牲を出したことが騎兵にとって厄介な打撃となり、北軍の騎兵能力が向上していることを示し、つまりは以前無敵だった南部の騎兵の凋落を予告することになった。
リーと北軍のジョージ・ミード少将が互いにゲティスバーグに向けて行軍したときに、リーはスチュアートに、シェナンドー渓谷を下る南軍の動きを隠すようにし、ハリスバーグ方向に前進しつつあった先遣隊リチャード・イーウェル中将の第2軍団との接触を保つように命じた。スチュアートはこの時も北軍を回り込んで、結果的にイーウェルよりもはるか東に位置することになったが、北軍との接触もなく、ましてリー軍との連絡も無くなってしまった。リーの命令はスチュアートにかなりの自由裁量を与えており、両将軍ともに、スチュアートの騎兵隊が長時間軍隊からいなくなったこと、さらに軍隊と共にある騎兵のより積極的な役割を割り当てられなかったことについて共同責任を負っていた。スチュアートとその最強の3個旅団は、ゲティスバーグに接近する重要な段階と戦闘の最初の2日間、軍隊から離れていた。リー軍は敵の領土内で、地形、道路あるいは敵の勢力や配置に関する詳細情報も無いままに置かれていた。この情報の欠如によって、リーが考えていた自軍の結集を終える前に、7月1日にゲティスバーグの戦いを始めた重要な原因になった。
スチュアートは戦闘の2日目遅くにゲティスバーグに到着し、北軍から捕獲した1隊の物資荷馬車を連れて来ていたのではあるが、リーからは滅多にない譴責を受けた（誰もリーとスチュアートの会見の様子を目撃していないが、作戦本部で回覧された報告書では、リーの挨拶が「険悪で冷たい」ものだったとしている。エドワード・ポーター・アレクサンダー大佐は、「リーは『やあ将軍、やっとここに来たか』と言っただけだったが、その態度が叱責を仄めかしており、スチュアートもそう理解した」と書き記した）。戦闘の3日目、スチュアートは敵軍の後方に回り込んで、ピケットの突撃がセメタリーリッジに対して行われるのと同時に敵の通信線を妨害する命令を受けたが、イースト・キャバルリー・フィールドでの攻撃は北軍のデイビッド・グレッグ准将とジョージ・アームストロング・カスター准将の騎兵隊に撃退された。
スチュアートはゲティスバーグ方面作戦でのその役割について、叱責されることも懲罰を受けることもなかったが、9月9日に軍団指揮官に任命されたにも拘わらず、中将への昇進が無かったことは注目すべきである。歴史家のエドワード・ボーンケンパーは、北バージニア軍の他の軍団指揮官が全て中将に昇進し、同時にスチュアートの部下であるウェイド・ハンプトンやフィッツヒュー・リーを少将に昇進させておきながら、スチュアートが少将の位に留まったことは、譴責を意味していると考えられるとしている。

### イェロータバンと戦死
オーバーランド方面作戦（北軍ユリシーズ・グラント中将が1864年春に行ったリー軍に対する攻勢）では、スチュアートが5月11日にリッチモンド郊外で起こったイェロータバンの戦いで、フィリップ・シェリダン少将の騎兵隊を遮断した。このとき、馬を降りた北軍の騎兵が10ないし30ヤード（9ないし27 m）の距離から拳銃でスチュアートを狙撃した。スチュアートは翌日アメリカ連合国の首都の、義兄弟にあたるチャールズ・ブリュワー医師の家で死んだ。スチュアートはその死の床で、好きな賛美歌の一つである「ちとせの岩」（Rock of Ages）を皆で歌うよう要求した。スチュアートの囁いた最後の言葉は、「私は運命に身を任せる。神の意志が行われた」だった。31歳だった。J・E・B・スチュアートはリッチモンドのハリウッド墓地に埋葬された。その妻フローラと子供達、J・E・B・スチュアート・ジュニアとバージニア・ペルハム・スチュアートが後に残された。スチュアートの死後、妻のフローラはその人生の残り49年間黒の喪服を着通した。

## 遺産と記念
親友のストーンウォール・ジャクソンと同様に、スチュアート将軍は伝説の人物となり、アメリカでも最も偉大な騎兵指揮官の一人と考えられている。
彫刻家フレデリック・モイニハンが制作したスチュアート将軍の銅像は、1907年にリッチモンドの有名なモニュメント・アベニューのスチュアート広場で除幕された。ストーンウォール・ジャクソン将軍同様、その騎馬像は北を向いており、南北戦争で死んだことを示している。1884年、バージニア州テイラーズビルの町はスチュアートと改名された。アメリカ陸軍は第二次世界大戦で使われた2種類の戦車、M3とM5に、かつての敵対者の栄誉を称えてスチュアート戦車と名付けた。バージニア州フォールズチャーチの高校、J・E・B・スチュアート高校も、彼に因んで名付けられた。その学校のスポーツチームの渾名「レイダーズ」は、スチュアートの南北戦争での戦術を称えている。
2006年12月、フローラ・スチュアートが縫った個人的な南軍軍旗がオークションに出され、南軍の旗としては記録破りの956,000ドルで売られた（買い手の割り増しも含む）。34インチx34インチ (86 cm x 86 cm)の旗は1862年にスチュアートのためにフローラが手縫いしたものであり、スチュアートはその最も有名な戦闘の幾つかに携行した。しかし、その年の12月に、幕舎からキャンプの火の中に落ちて損傷した。スチュアートはその旗を、事故の顛末を語り、旗の損傷について落胆振りを告げる手紙と共に妻に戻した。この旗は1969年までスチュアート家に置かれ、その後将軍の孫娘によって、バージニア州ストーントンのスチュアートホールに寄贈された。スチュアートの妻、フローラ・クック・スチュアートはストーントンのバージニア夫人学校の会長をしており、彼女に因んで1907年にスチュアートホールと改名されていた。この学校は密かにこの旗と手紙を2000年に収集家に売却した。この旗と手紙はスチュアートホールの応接間に一つの枠に入れて展示されていたが、2006年にそれぞれオークションで売却された。
スチュアートの生誕地、パトリック郡にあるローレルヒルは、1992年にJ・E・B・スチュアート生誕地保存信託会社に買い上げられ、保存と説明が行われている。

## 大衆文化の中で
テレビ番組『ハザードの公爵』（The Dukes of Hazzard）の中で、公爵の従兄弟の一人（一つのエピソードでのみ登場）は「ジェブ・スチュアート公爵」と名付けられている。
1960年代から1980年代遅くまでDCコミックスが出版した、「お化け戦車」を登場させる長寿の漫画本『G.I.コンバット』で、スチュアート将軍の幽霊が、彼の名前を貰ったジェブ・スチュアート中尉に指揮される戦車の乗員（初めはスチュアート、後にシャーマン）を案内した。
ジョセフ・フクアは映画『ゲティスバーグ』と『神と将軍』でスチュアートを演じた。
エロール・フリンは映画『カンサス騎兵隊』で南北戦争前の時代にカンザスやハーパーズ・フェリーでジョン・ブラウンと対峙するスチュアートを演じた。この映画は多くの歴史的不正確性のために悪評を被ったが、その一つはスチュアート、ジョージ・アームストロング・カスターおよびフィリップ・シェリダンが堅い友人であり、3人共に1854年にウェストポイントで学んだことになっている。
南軍が南北戦争で勝ったらというシナリオを叙述するもう一つの歴史小説の幾つかは、ジェブ・スチュアートのもう一つの人生に広範な役割を与えている。ロバート・スキミンの『灰色の勝利』やハリイ・タートルダヴの『タイムライン191』シリーズでは著名な登場人物となっている。
実験的なバンドであるジェブ・スチュアート・トリビュート・バンドは将軍の名前を使っている。その歌はジェブ・スチュアートが暮らした南部の文化に関する話題を含んでいる。